# U612 (潜水艦)
U612は第二次世界大戦中にナチス・ドイツ海軍で運用された潜水艦。VIIC型に分類される。1942年3月5日に就役、8月6日に同型艦のU444と衝突事故を起こして沈没した。その後浮揚・修理を受けて1943年に再就役し、終戦間際に自沈するまで練習部隊で使用された。

## 艦歴
U612の建造は1940年8月15日に発注された。1941年4月21日にハンブルクにあるブローム・ウント・フォスで起工され、1942年1月9日に進水、3月5日に就役した。初代艦長はPaul Siegmann中尉だった。同年5月にはUボートを題材とした著書 "Iron Coffins" で知られるヘルベルト・ヴェルナーが副艦長に就いた。就役後にU612はバルト海で仕上げ工事と公試を行い、ケーニヒスベルクを拠点とする第5潜水隊群に配属された。
1942年8月6日、訓練を続けていたU612はダンツィヒ沖で同型艦のU444に衝突された。U612の副艦長だったヴェルナーの著書によれば、どちらの潜水艦も衝突するまで相手の存在に気付いておらず、事故が起きた後もU444の艦長は衝突を認識していなかったという。ヴェルナーは、急速に沈みつつあるU612からの脱出と2隻のUボート（その1隻はU444だった）による救助作業についても記述している。この事故ではU612の乗員2人が犠牲になった。
艦長のSiegmannら乗員にはU612をサルベージし復帰させる任務が与えられた。8月中には船体を浮揚したものの、そのまま復帰させるには浸水によるダメージが大きすぎることが分かり、ダンツィヒの造船所へ送られた。Siegmannらは別の潜水艦U230に転属になった。
U612の修理は翌1943年に完了し、同年5月31日に再就役した。前線での運用には適していないとの判断から以降はバルト海での訓練任務に限って使用された。復帰後の艦長はT. Peterse中尉が務め、訓練部隊である第24潜水隊群に属した。1944年2月には艦長がH. P. Dick中尉に代わるとともに別の訓練部隊である第31潜水隊群に所属を変えた。
1945年5月2日、U612はヴァーネミュンデでソ連軍に捕捉され、鹵獲を防ぐために自沈した。